# Meteorit
Meteorit je komad stijene ili željeza, meteoroida, kometa ili planetoida, koji je iz svemira pao na površinu Zemlje ili nekog drugog nebeskog tijela. U slučaju jačeg udara, nastaje udarni krater. Većina meteorita potječe od manjih tijela meteoroida, a rijetki potječu od planetoida (asteroida). Padovi većih nebeskih tijela uzrokuju eksplozije i udarne kratere (astrobleme). Prema kemijskom sastavu meteoriti se dijele na kamene (aeroliti, učestalost 94 %), željezne (sideriti, 5 %) te kameno‑željezne (sideroliti, 1 %). Najveći nađeni kameni meteorit mase je veće od 1 tone, a željezni od 60 tona. Prema mineralnom sastavu kameni meteoriti dijele se na hondrite (ili kondriti) i ahondrite; prvi sadrže okrugla zrna, hondre, uložene u osnovnu masu (matriks). Hondre se sastoje od olivina i piroksena s nešto slitine nikla i željeza. Izuzev lako isparivih elemenata (na primjer vodik, helij), kemijski sastav hondra odgovara sastavu Sunca, a kuglasti oblik upućuje na nastanak u bestežinskom prostoru. Radioizotopno im je utvrđena starost od 4,55 milijardi godina, što odgovara vremenu nastanka planetnoga sustava (Sunčev sustav). Smatra se da nikada nisu bili uklopljeni u neko veće tijelo. Oko 86 % svih meteorita su hondriti. Malobrojniji ahondriti ne sadrže hondre. Većinom su dijelovi otkrhnuti s površine planetoida. Najviše ih potječe od planetoida Vesta (4 Vesta). Malu skupinu anhondrita čine meteoriti koji sadrže minerale kakvi se nalaze na Mjesečevu ili Marsovu tlu. Željezni meteoriti sastoje se uglavnom od nikla i željeza. Smjesa je kristalizirala iz taljevine pri vrlo sporom hlađenju, za što su uvjeti postojali u međuplanetnome prostoru. Većinom potječu od jezgara planetoida koji su razbijeni u sudaru s nekim drugim planetoidom. Kameno‑željezni meteoriti sastoje se od silikata i metala. Smatra se da su nastali u planetoidima, u području između željezne jezgre i kamenog omotača. 
Najstarija je poznata uporaba meteorita datirana u željezno doba (Danebury, Engleska). Željezni meteoriti koristili su se kao prvi izvori kvalitetnog željeza za oštrice (povijest tehnologije). Izvanzemaljsko podrijetlo meteorita prvi je pretpostavio Ernst Chladni kada je 1794. povezao nalazišta meteorita i pojavu bolida. Alois von Widmanstätten je na prerezu Hrašćinskoga meteorita (pao u Hrvatsko zagorje, 26. svibnja 1751.), jetkanoga (nagrizano) dušičnom kiselinom, uočio kristalografsku strukturu jedinstvenu za željezne meteorite (Widmanstättenove figure), kakva ne postoji u Zemaljskim kristalima. Kada je 26. travnja 1804. u francuskom mjestu L'Aigle pred velikim brojem svjedoka pao meteorski pljusak od približno 3000 dijelova kamenog meteora znanstvena je zajednica prihvatila njihovo svemirsko podrijetlo.

## Osnovni podaci
Meteoriti predstavljaju najiskonskiji materijal koji nam je na raspolaganju. Potječu iz vremena nastanka Sunčeva sustava. Ujedno su i prvi izvanzemaljski predmeti koje je čovjek dotakao, a da pritom nije bio toga svjestan. Stoljećima su predstavljali nedokučivu tajnu. Kako su bili nađeni na tlu poslije vrlo zapaženog prolaza kroz atmosferu, prozvani su "nebeskim kamenjem". Bile su postavljene hipoteze da su meteoriti proizvodi dalekih vulkanskih erupcija, ili da nastaju od kamenja nakon udara munje. Postojala je i hipoteza međuplanetarnog ishodišta. Podržavao ju je Ernst Chladni, koji je 1794. ustanovio sistemsku vezu između pojava bolida i nalazišta meteorita. Alois von Widmanstätten otkrio je 1808. da jetkana (nagrizana) površina prereza željeznog meteorita, koji je 1751. pao kod Hrašćine (Hrašćinski meteorit) u Hrvatskom zagorju, pokazuje vrlo svojstvene oblike kojih nema u željezu koje potječe iz Zemljine kore. Time je nađen način da se željezni meteoriti odrede i mnogo godina kasnije nakon pada. Danas se u muzejima čuva preko 7000 meteorita s ukupno više od 500 tona težine. Među njima ima oko 1000 meteorita pokupljenih nakon pada pošto su bljeskom bili najavljeni. Ostali su slučajno nađeni. Zanimljivo je da je na Antarktici pokupljeno oko 5000 primjeraka. Najveći nađeni kameni meteorit ima više od 1 tone (pao u Kini 1976.), a željezni 60 tona (Meteorit Hoba, Namibija).
Na putu kroz atmosferu, tijelo meteorita se zagrijava do 10 000 °C i drobi. Toplina ne utječe na materijal dublje od površine 1 – 2 mm, jer se prije rastali vanjski sloj nego što se toplina prenese u sredinu meteorita. Vanjski sloj se rasprskava i isparava. Oni kameni meteoriti koji se pokupe ubrzo nakon pada pokazuju staklastu, ocakljenu koru, a koru od željeznog oksida u obliku skrutnutih kapi ako su željezni. Zbog čeonog otpora zraka, meteorit se većinom usporava i stiže na tlo u slobodnom padu. To je razlog zašto pri njihovu prizemljenju često nema eksplozivne pojave. Meteorit se znade zabiti u dubinu od nekoliko metara, no katkada oštećenje tla jedva da se i vidi. Veća tijela u atmosferi bitno se ne usporavaju, pa pustoše površinu i stvaraju kratere. I Zemlja je posijana udarnim kraterima kao i ostala nebeska tijela, no krateri su maskirani i preoblikovani naknadnim geološkim procesima. Zamijećeni ostaci kratera nazivaju se astroblemi (grč. zvjezdane rane).

### Podjela meteorita
Prema najstarijoj podjeli, meteoriti se razvrstavaju u kamene (aerolite), željezne (siderite) i kameno‑željezne (siderolite). Građa meteorita odgovara građi planetoida (asteroida). Da bi se saznalo koji udjel otpada na pojedine vrste meteorita, iz statistike treba isključiti meteorite koji su pronađeni mnogo godina nakon pada, jer će se među njima istaknuti željezni meteoriti koji su prepoznatljivi, a kameni će se izgubiti među sličnim predmetima na tlu. Na Zemlju pada najviše kamenih meteorita (92 % po broju, 85 % po masi), zatim željeznih (6 % po broju, 10 % po masi), a najmanje željezno-kamenih (2 % po broju, 5 % po masi). Kameni meteoriti u prosjeku se sastoje od 36 % kisika, 26 % željeza, 18  % silicija, 14 % magnezija i nešto drugih elemenata. Sastav im je sličan nekim dijelovima Zemljine kore, no s mnogo više metala. Željezni meteoriti sastoje se u prosjeku od 90 % željeza, 8 % nikla, 0,6 % kobalta i nešto drugih metala. U obje vrste, a pogotovo u željeznih, radioaktivnost je slabija nego u Zemljinoj kori. 

### Svojstva meteorita
Kemijski sastav i građa minerala ukazuje na to da se među meteoritima nalazi i najprimitivniji materijal, materijal koji ima neposredno porijeklo u prasunčevoj maglici i materijal koji je pretrpio promjene, prošavši kroz fazu visokih temperatura i tlakova. Takav je materijal morao boraviti u središtu većih planetoida (asteroida). S obzirom na način nastanka i razvoj meteorita, bolje ih je prema kemijskom sastavu i strukturi razvrstati u dvije skupine. U prvoj se nalaze hondriti, koji inače čine 90 % kamenih meteorita, a u drugoj skupini ahondriti (10 % kamenih meteorita) i željezni meteoriti. Mineraloški, meteoriti su mnogo manje raznovrsni nego Zemlja. Nađeno je u njima oko 150 minerala, od kojih je nekoliko desetaka svojstveno samo njima (na Zemlji je razvrstano oko 3000 minerala). Među mineralima nalaze se željezno-magnezijevi silikati (olivini i pirokseni), slitine nikla i željeza (tenit, kamacit), te sulfid željeza (troilit).

#### Hondriti
Hondriti su nazvani po hondrama, malim okruglim zrnima uloženim u osnovnu masu meteorita (matriks). Dimenzije su im u prosjeku 1 mm, a kreću se od mikroskopskih mjerila do centimetra. Zauzimaju do polovice obujma meteorita. Površina hondrita uglavnom je siva, no u raznim gradacijama, od gotovo crne do vrlo svijetle. Katkada su prošupljeni pukotinama. Gustoće su im od 2000 do 3700 kg/m3. Hondriti su građeni uglavnom od olivina i piroksena, uz manje od jedne trećine nikal-željeza. Kemijski sastav hondrita, izuzevši lako isparljive elemente, do najmanjih je primjesa jednak kemijskom sastavu Sunca. Radioaktivna metoda određuje im dob od 4,6 milijardi godina. Zaključak je da su hondriti stvoreni zajedno sa Sunčevim sustavom. 
Hondriti uključuju više vrsta meteorita. Posebnih su svojstava ugljikovodični hondriti. Najtamniji su od svih meteorita i sadrže od 2 do 6 % ugljikovodika. Za razliku od ostalih hondrita imaju vode i prilično staklaste tvari. Jedna njihova podvrsta, s najviše staklaste tvari, uopće ne pokazuje hondre – no u hondrite pripada zbog kemijskog sastava. To je zapravo slabo konsolidiran međuzvjezdani prah i predstavlja najprimitivniju tvar koju čovjek poznaje. Ne može izdržati povišenu temperaturu. U toj je tvari nađena znatna primjesa, do 1 % organskih molekula. Među njima ima i vrlo složenih organskih spojeva, koji se javljaju u omjerima i vezama neuobičajenim za Zemljina tla, te neka vrsta tjelešaca. Pojava tih tvari nije dokaz da u svemiru postoje neki oblici života, već dokaz da fizički uvjeti međuzvjezdanog prostora pogoduju nastanku organogenih spojeva iz neorganske tvari. 
Pojava hondra središnja je zagonetka meteorita – nema ih ni u kojim drugim nebeskim tijelima. Bitna je razlika kemijskog sastava hondre i okolnog matriksa u tome što se u hondri željezo javlja slobodno, a u matriksu je oksidirano. Stoga se pretpostavlja da su hondre nastale u predjelima praplanetske maglice u kojima nije dolazilo do oksidacije, a prvotna se tvar kondenzirala u sferne kapi (sfera ili kugla je oblik koji kapljevina poprima u bestežinskom stanju). Veći broj hondrita pretrpio je metamorfozu, boraveći neko vrijeme na temperaturi od 600 do 1000 °C; to se moglo zbivati u središtu većih tijela. Kod tih hondrita došlo je do promjene prvobitne građe, pa su im hondre neoštrih oblika i rekristalizirane. Kristalografski podaci upućuju na vrlo sporo hlađenje usijane tvari.

#### Željezni meteoriti
Metarmofozu su preživjeli i željezni meteoriti. Oni se sastoje gotovo posve od nikal-željeza. Rijetki su nalazi koji sadrže i nešto silikata i troilita. Srednja im je gustoća 7700 kg/m3. Najveći broj željeznih meteorita ulazi u grupu oktaedrita, nazvanih prema građi kristala. Samo u toj grupi željeznih meteorita javljaju se Widmanstättenove figure. One se sastoje od svijetlih kristala kamacita koji se pružaju u obliku lamela, u paralelnim smjerovima (razaznaju se 4 smjera lamela), i od kristala tenita. Tenit je tamniji i obavija lamelu od kamacita. Ispuna između lamela je sitnozrnata smjesa kamacita i tenita. U prasunčevoj maglici odnos željeza i nikla jednak je 20:1, no kako se nikal javlja samo u slobodnom stanju, a željezo može biti i slobodno i vezano, to se postotak nikla u metalnom sadržaju mijenja, i to od 5 % do oko 50 %. Kod većeg postotka nikla javlja se tenit, kod manjeg postotka kamacit. 
Raslojavanje nikal-željeza na kamacit i tenit odvija se u posebnom toplinskom postupku kaljenja. Tvar treba prvo da se zagrije do 2000 °C. Pri hlađenju tvar se pri 1400 °C počinje kristalizirati, a pri 900 °C postaje homogenom slitinom u obliku tenita. Daljim sporim hlađenjem, koje se ne smije odvijati brže od 1 do 10 °C u milijun godina, pri temperaturi od 600 do 700 °C izdvaja se kristal kamacita, dajući svojstvene slojeve i šare. Nađeni su meteoriti i s niskim sadržajem tenita, pri čemu nestaje kontrasta, pa se gube i Widmanstättenove figure, a preostaje monokristal kamacita, čak metarskih dimenzija. Potrebni uvjeti postojali su u unutrašnjosti planetoidnog tijela dimenzija od bar 200 – 400 km. O veličini tijela ovisi je li došlo do geoloških procesa u kojima se tvari veće gustoće, kao što je željezo i nikal, razdvajaju od ostalih tvari, tonu u jezgru nebeskog tijela, dok u omotaču preostaju silikati. U rastaljenom plaštu, uz hlađenje, nastavlja se proces izdvajanja minerala (magmatska diferencijacija), a magma dijelom izbija na površinu. Veličina planetoidnog tijela bitna je i stoga žto se hlađenje moralo odvijati veoma sporo da bi došlo do kristalne strukture kakva nije uočena u drugih tijela. Hlađenje se odvija sporo ako je kora planetoida, koja je toplinski izolator, debela bar 100 km. 
U istom procesu stvara se tvar budućeg željeznog meteorita i kamenog ahondrita. Sastav ahondrita posve je sličan sastavu magmatskih stijena Zemljine kore. Ahondriti i željezni meteoriti proizvod su istog procesa s time što jedni potječu iz gornjih slojeva roditeljskog planetoida, drugi iz dubinskih. 

#### Željezno-kameni meteoriti
Željezno-kameni meteoriti sastoje se od silikata i metala, pa predstavljaju kombinaciju željeznog meteorita i ahondrita. U jednom obliku, palasitu (naziv dolazi prema Pallasovu meteoritu od 600 kg), silikat ispunja otvore u metalu, a u drugom obliku, mezosideritu, metal ili troilit ispunjava otvore u silikatu. 
Proučavanje meteorita neodvojivo je od proučavanja planetoida. Način na koji su se planetoidi zagrijavali nije ustanovljen. Među uzrocima mogli su biti radioaktivni elementi, zatim brojni sudari na jednom stadiju stvaranja i ostali fizički uvjeti koji su vladali u praplanetnoj maglici – među njima razmatraju se udarni valovi i jake električne struje. Ako je planetoid stvaran dijelom u rastaljenom stanju, u njemu dolazi do opisanih geoloških procesa uz postupno hlađenje, koje traje stotinama milijuna i milijardu godina. Razlike u kristalnoj strukturi željeznih meteorita dokazuju da svi meteoriti nisu nastali u jednom praroditeljskom planetoidu Faetonu, već od više njih, jer su se hladili različitom brzinom. 

## Određivanje starosti meteorita
Za određivanje starosti meteorita upotrebljava se metoda radioaktivnog datiranja, a i tragovi koje su u meteoritima ostavile kozmičke zrake. Postoji nekoliko radioaktivnih nizova u kojima jedni elementi prelaze u druge, drugi u treće, i tako sve dok posljednji proizvod nije stabilan izotop. Tako na primjer, niz koji započinje s torijem završava s olovom. Starost stijene određuje se iz odnosa početnog i konačnog elementa i njihovih nusprodukata. Vrijeme poluraspada torija iznosi t1/2 = 13,9 milijardi godina, što znači da je nakon toliko vremena od početka količine atomskih jezgara torija No polovica ostala netaknuta. U svakom vremenu t, po zakonu radioaktivnog raspada, preostali broj atomskih jezgara torija jednak je:
{\displaystyle N(t)=N_{0}\left({\frac {1}{2}}\right)^{t/t_{\frac {1}{2}}}=N_{0}2^{-t/t_{\frac {1}{2}}}}
gdje je: t – bilo koje vrijeme od kada se počinje računati. Započnemo li od bilo koje početne količine, uvijek će se ona nakon vremena t1/2 smanjiti na polovicu. Istodobno se povećao broj jezgara koji su proizvodi raspada. No značajno je posebno u tom nizu što se na putu do krajnjeg produkta kao nusproizvod javljaju 6 alfa-čestica (helijevih jezgara). One u tvari nailaze na slobodne elektrone i stvaraju atome helija. To znači da je broj u tom nizu stvorenih atoma helija 6 puta veći od broja raspadnutih jezgara:
{\displaystyle N(He)=6\cdot (N_{0}-N)}
Sada se može odrediti omjer između broja helijevih i torijevih atoma, nađenih u nekom malom obujmu meteorita:
{\displaystyle {\frac {N(He)}{N}}=6\cdot 2^{-t/t_{\frac {1}{2}}}}
Omjer broja atoma određuje se analizom meteorskog materijala pomoću spektrometra masa, pa se tada iz jednakosti lako izračuna vrijeme raspada t! To je vrijeme koje je proteklo otkako se helij skuplja u materijalu. Helij je plin i tvar ga propušta dok je žitka. No onog trenutka kada je nebesko tijelo očvrsnulo, atomi helija ostaju u njemu zarobljeni. Prema tome, proteklo vrijeme radioaktivnog raspada odnosit će se na vrijeme od kada je materijal bio posljednji put očvrsnuo. 
Osim prikazanog korištenja radioaktivne metode, postoje i drugi načini. Svi meteoriti su za vrijeme lutanja prostorom izloženi neprestanom bombardiranju kozmičkih zraka. Promatrani mikroskopom, u meteoritu se vide zaustavni tragovi kozmičkih zraka. To su većinom brze jezgre elemenata iz grupe željeza. Tragovi se stanjuju i nestaju na nekoj dubini ispod površine meteorita. Na taj način određuje se vrijeme za koje su meteoriti slobodno lutali prostorom, nakon što su se odlomili od roditeljskog tijela, a prije nego što su pali na Zemlju. 

### Starost meteorita
Izmjerena vremena starosti meteorita ima raznih. Jedna grupa meteorita stara je od 4,6 do 3,5 milijardi godina. Druga grupa stara je od 1 milijarde do 300 milijuna godina. Nađeno je da su ahondriti mlađi od hondrita za otprilike 200 milijuna godina. Neki hondriti pretrpjeli su sudare prije nekih 500 milijuna godina, pa se čini da su se tada odvojili od zajedničkog roditeljskog tijela. Kameni meteoriti lutaju slobodno prostorom prije no što padnu na Zemlju, prema procjenama, ne duže od 50 milijuna godina, a željezni meteoriti lutaju i do 2 milijarde godina. 

### Astroblemi tektiti
I na Zemlju su padali planetoidi. No razmjerno malo ima kratera koji su slobodno izloženi i uočljivi. Takav je, na primjer, Đavolji kanjoj, meteoritni udarni krater u Arizoni. U promjeru ima 1200 metara, dubok je 180 metara, a materijal mu je na rub nabačen 40 metara iznad okolne ravnice. Ukupno je pronađeno do stotinu kružnih i prstenastih tvorevina kojima se mjere kreću od nekoliko kilometara do više stotina kilometara, a nedvojbeno su ostaci udara iz svemira. Pretežno su sačuvani u starijim geološkim slojevima, kao što je Kanadski štit ili Euroazijska nizina. Veličina nekih astroblema usporediva je i s manjim Mjesečevim morima! Tako je i Hudsonov zaljev, luk kojega odgovara promjeru od 440 km, možda ostatak udarnog kratera. Udari planetoida morali su utjecati na geološki razvoj Zemljine kore; koliki je taj utjecaj, ima tek da se istraži. 
S astroblemima povezana je pojava tektita. To su staklasta tijela (grč. tektos: rastopljen) nalik meteoritima. Nalaze se na tlu, ali su sasvim drugog sastava nego što ga ima okolno tlo. Dimenzije su im od mikroskopskih do veličine lopte. Pretežni dio obujma otpada na staklasti silicijev dioksid. Po kemijskom sastavu slični su eruptivnoj stijeni andezitu, ali su za razliku od drugih stijena vrlo dehidrirani. Tamno su zeleni i smeđi i najrazličitijih oblika. No oblik im svjedoči da su se morali gibati atmosferom s velikom brzinom, od 6 do 11 km/s. Staklasta građa upućuje na to da su nastali brzim hlađenjem. Rješenje zagonetke njihova postanka dao je raspored njihova nalazišta. Uvijek su povezani s astroblemima. U sudaru nebeskog tijela i stijene dolazi do eksplozije, stijena se tali, a njeni odlomci u letu hlade. Dakle, i tektiti su "pali s neba", ali su pritom potekli od materijala izbačenog u sudaru meteorita i Zemljine površine. Poznati su tektiti moldaviti, australiti i drugi.